# Ганьро, Бенинь
Бенинь Ганьро (фр. Bénigne Gagneraux; 24 сентября 1756[…], Дижон — 18 августа 1795[…], Флоренция) — французский художник и гравёр.

## Биография
Родился в 1756 году в Дижоне. Учился живописи у Франсуа Девоша в Рисовальной школе родного города. В 1776 году выиграл Римскую премию. После этого несколько лет проживал в Риме, причём выполнил в это время несколько копий с работ старых мастеров для украшения исторического дворца герцогов Бургундских (ныне во дворце размещается музей изящных искусств Дижона). В 1784 году на художника обратил внимание король Швеции Густав III, который купил у него несколько картин.
Во время Великой французской революции Ганьро все ещё находился в Риме. В 1793 году он был атакован и ранен толпой в ходе антифранцузских беспорядков в Риме, после чего был вынужден бежать во Флоренцию, где поступил на службу к великому герцогу Тосканскому Фердинанду III. Впрочем, уже 1794 году он из Флоренции планировал отправиться в Швецию, чтобы работать при дворе шведского короля. Однако летом 1795 года, выйдя августовским вечером из своего дома во Флоренции, Ганьро был убит при невыясненных обстоятельствах (по другим данным, с ним произошёл несчастный случай или же речь шла о самоубийстве).
С тех пор о Бенине Ганьро вспоминали сравнительно редко до тех пор, пока в 1970-е годы его работы не были заново открыты французскими искусствоведами. Произведения Ганьро оказались достаточно передовыми для своего времени, и, как считается, оказали влияние на творчество Делакруа и Энгра. В 1983 году в Дижоне и Риме состоялись выставки работ Бениня Ганьро. Сегодня работы Ганьро хранятся в коллекциях музея изящных искусств Дижона и ряда других музеев Франции и Италии.

## Галерея

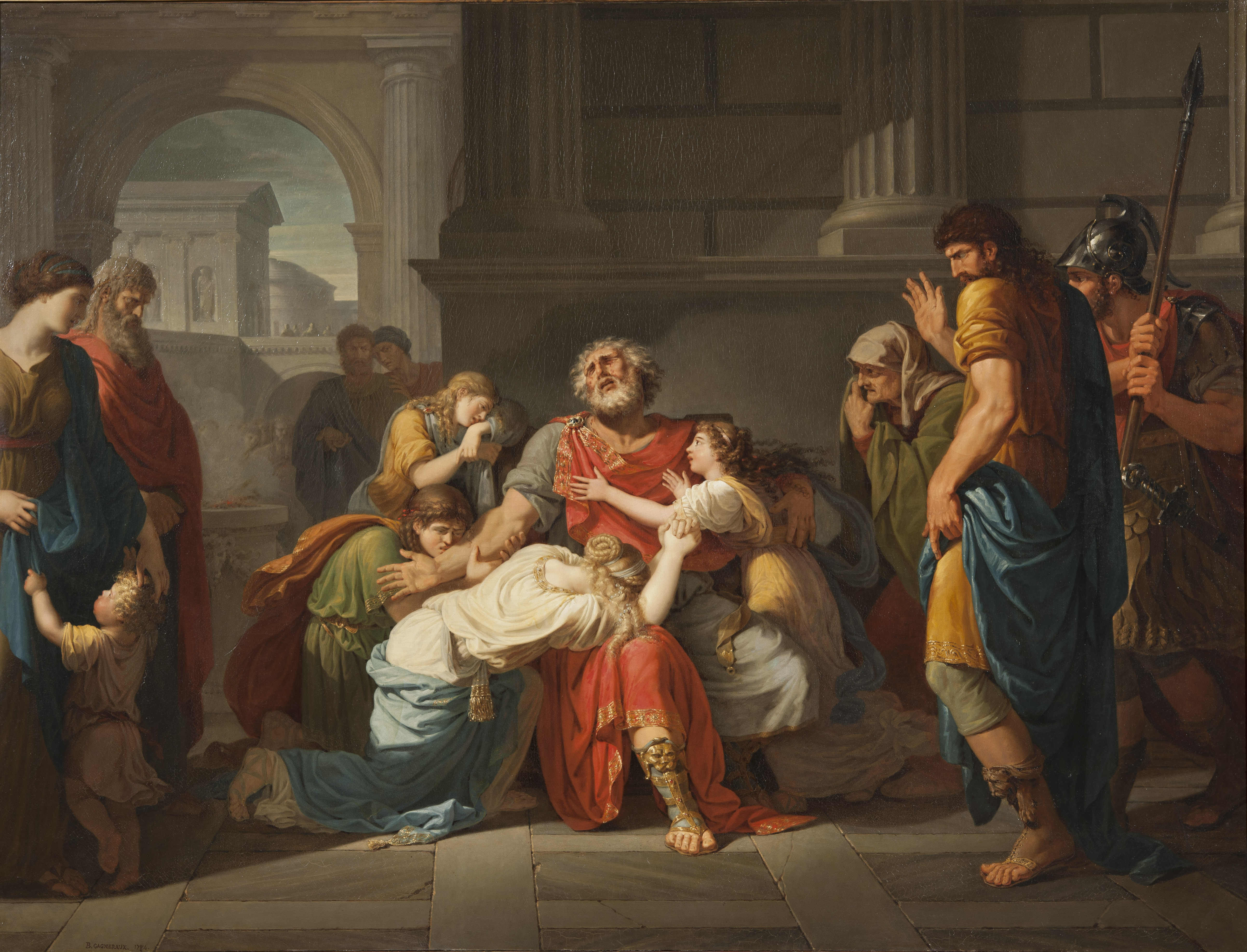
Царь Эдип. Национальный музей Швеции, Стокгольм
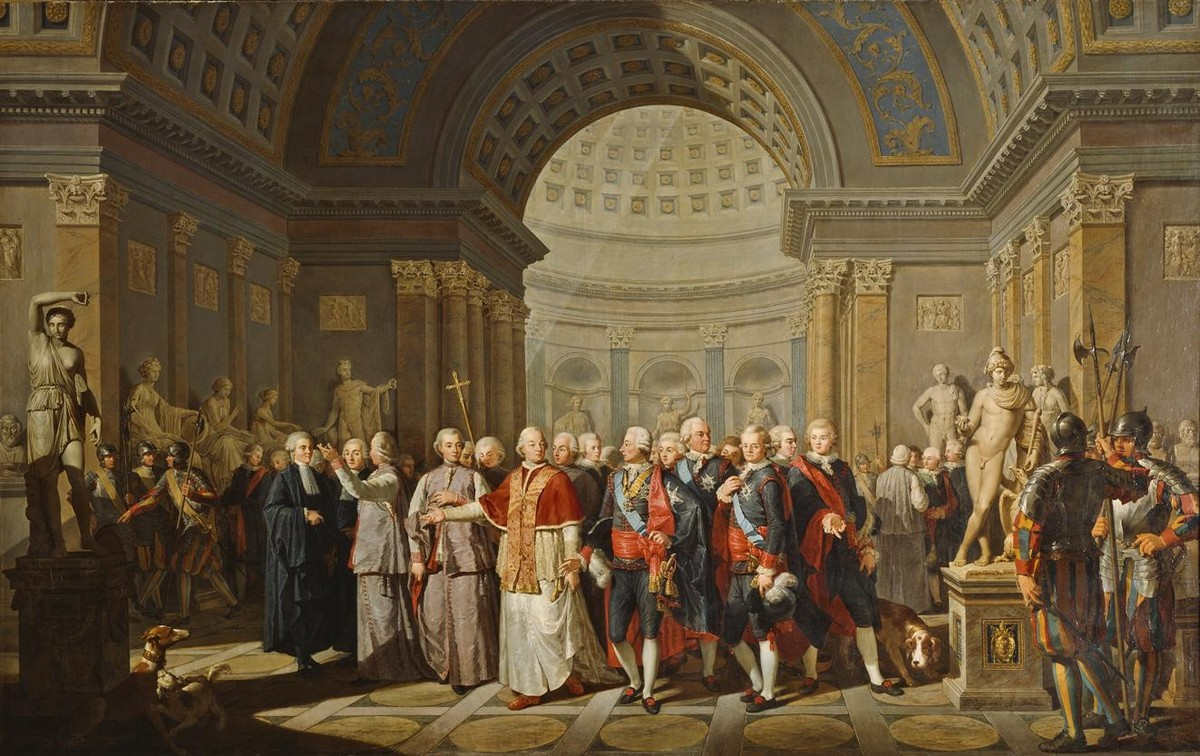
Папа Римский Пий VI показывает королю Швеции Густаву III античные древности в Ватикане. Национальный музей Швеции
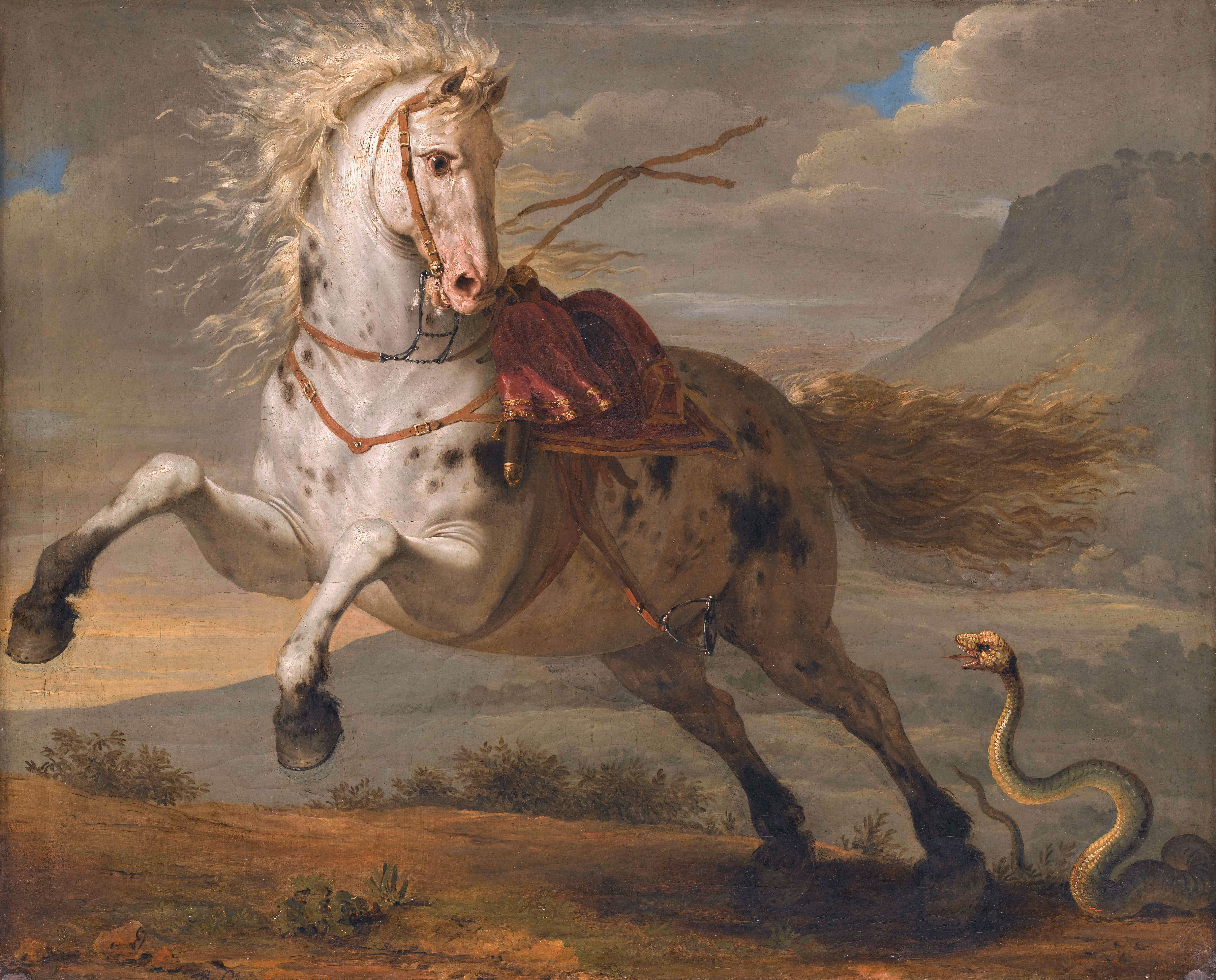
Лошадь и змея. Музей Маньена, Дижон
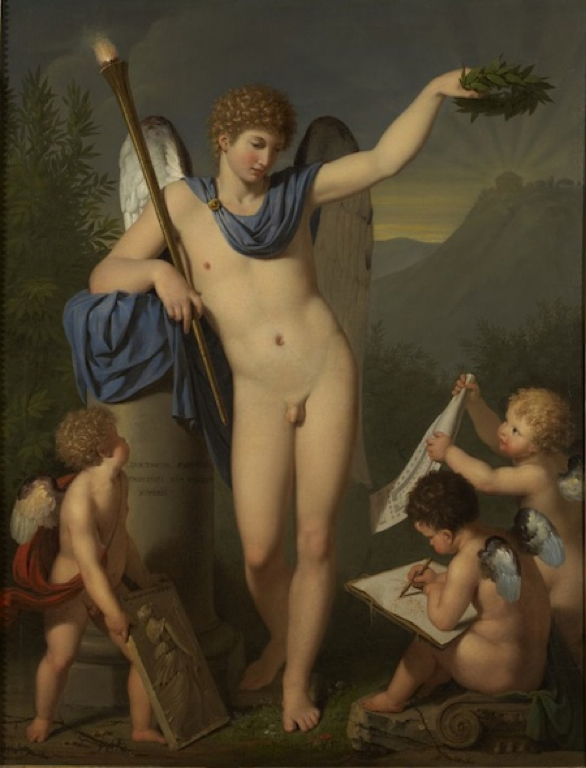
Гений искусства. Музей изящных искусств Дижона
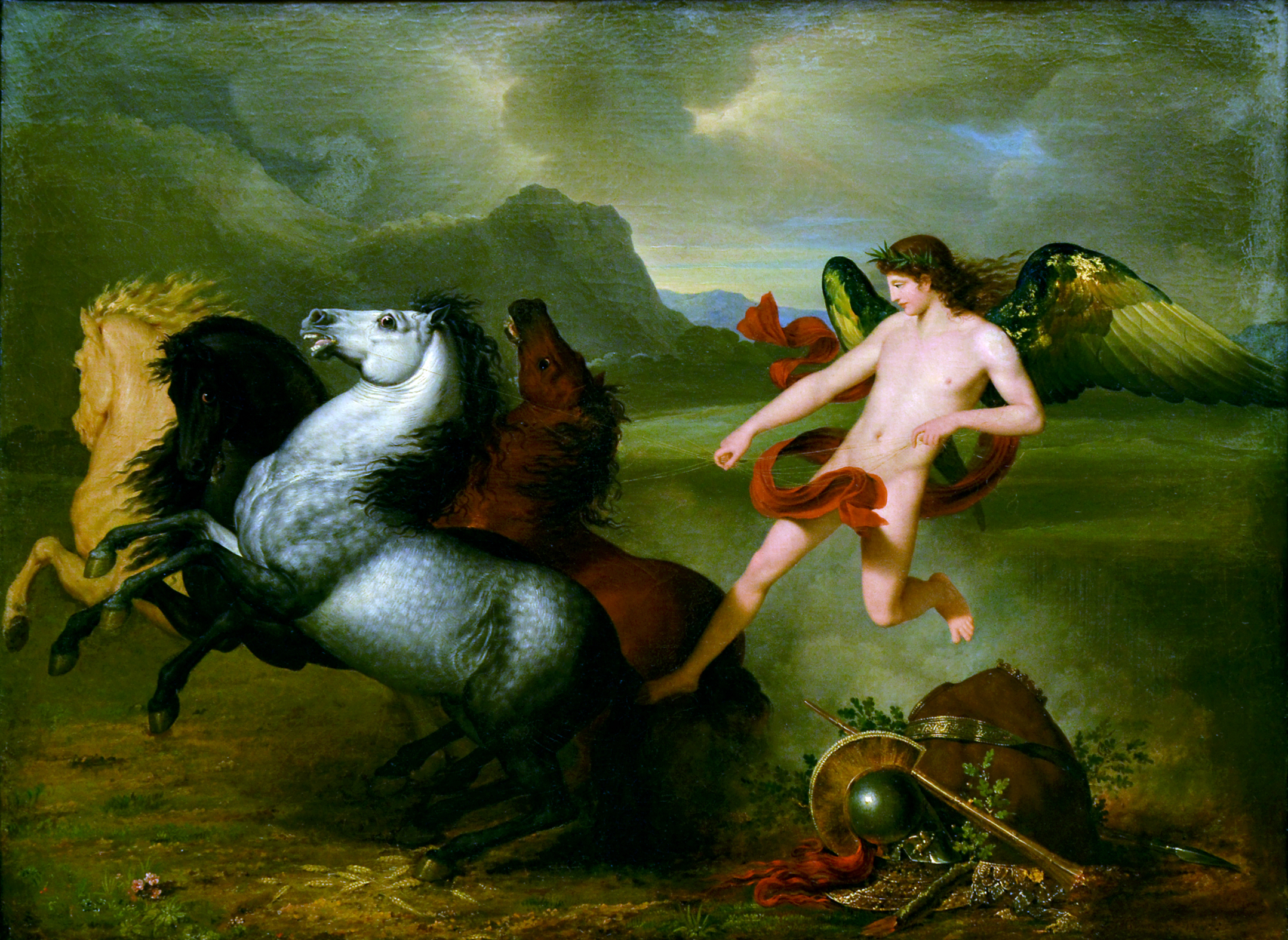
Гений мира останавливает квадригу Марса (бога войны). Женевский музей искусства и истории.
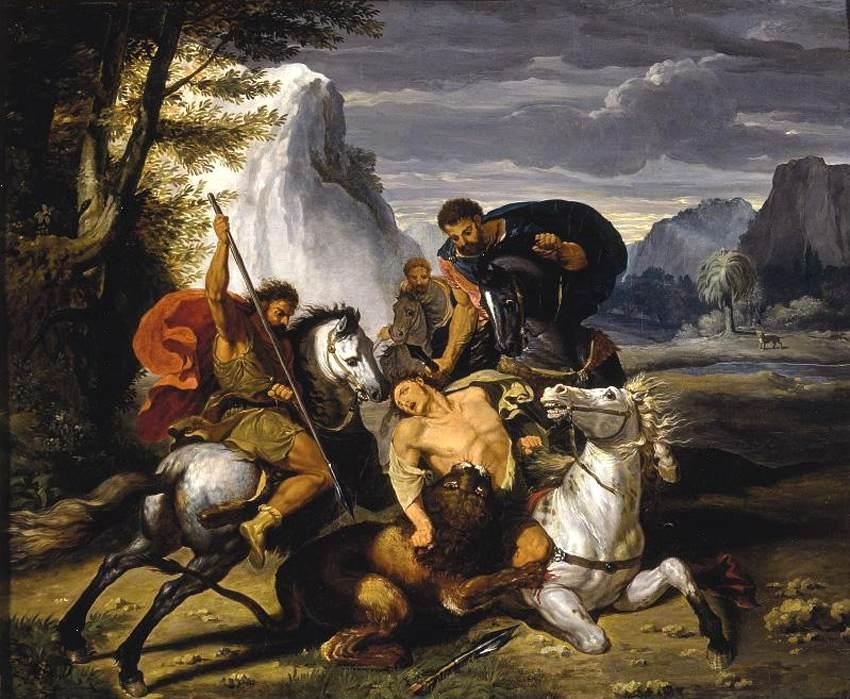
Охота на льва. Музей изящных искусств Дижона
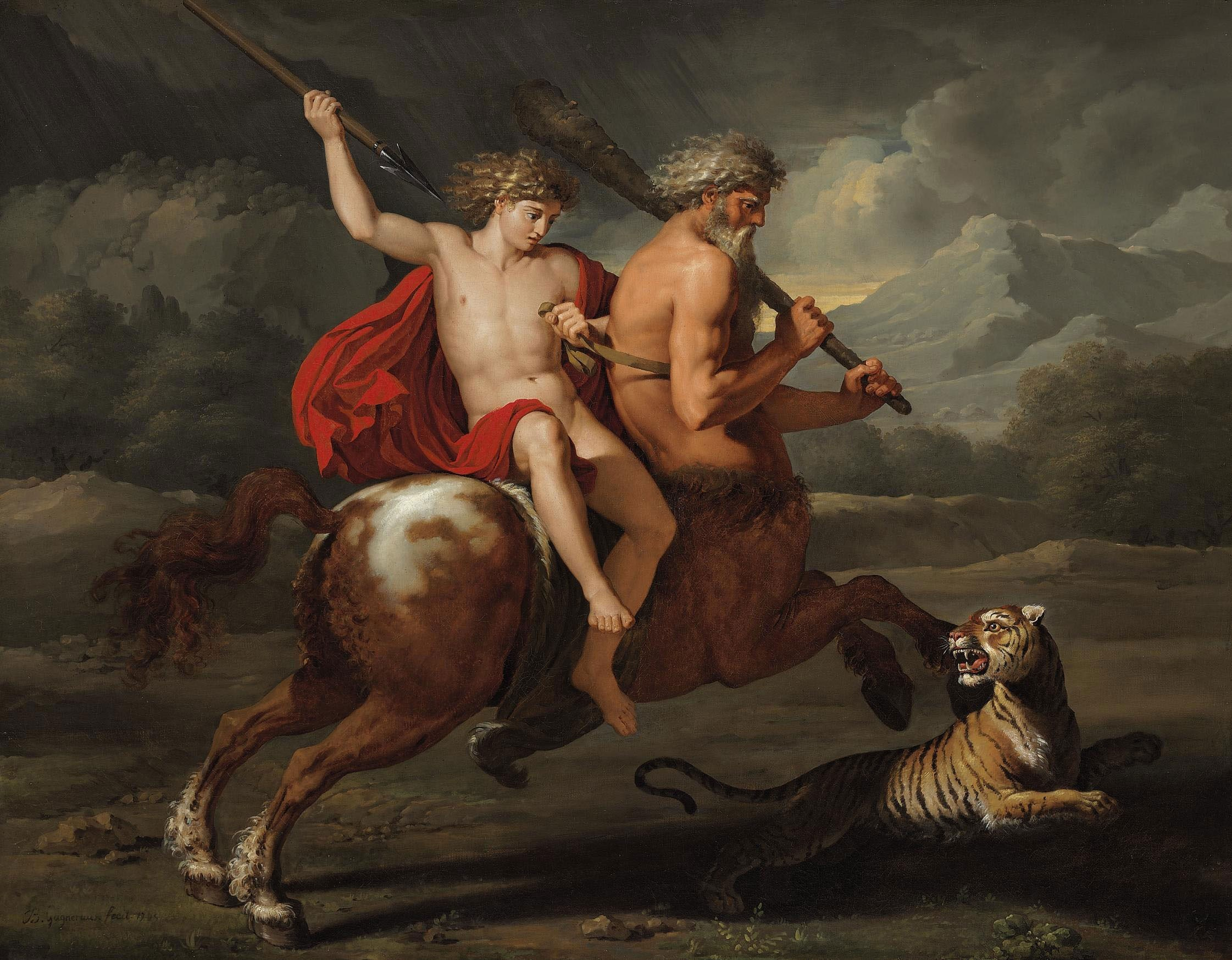
Воспитание Ахиллеса. Частное собрание
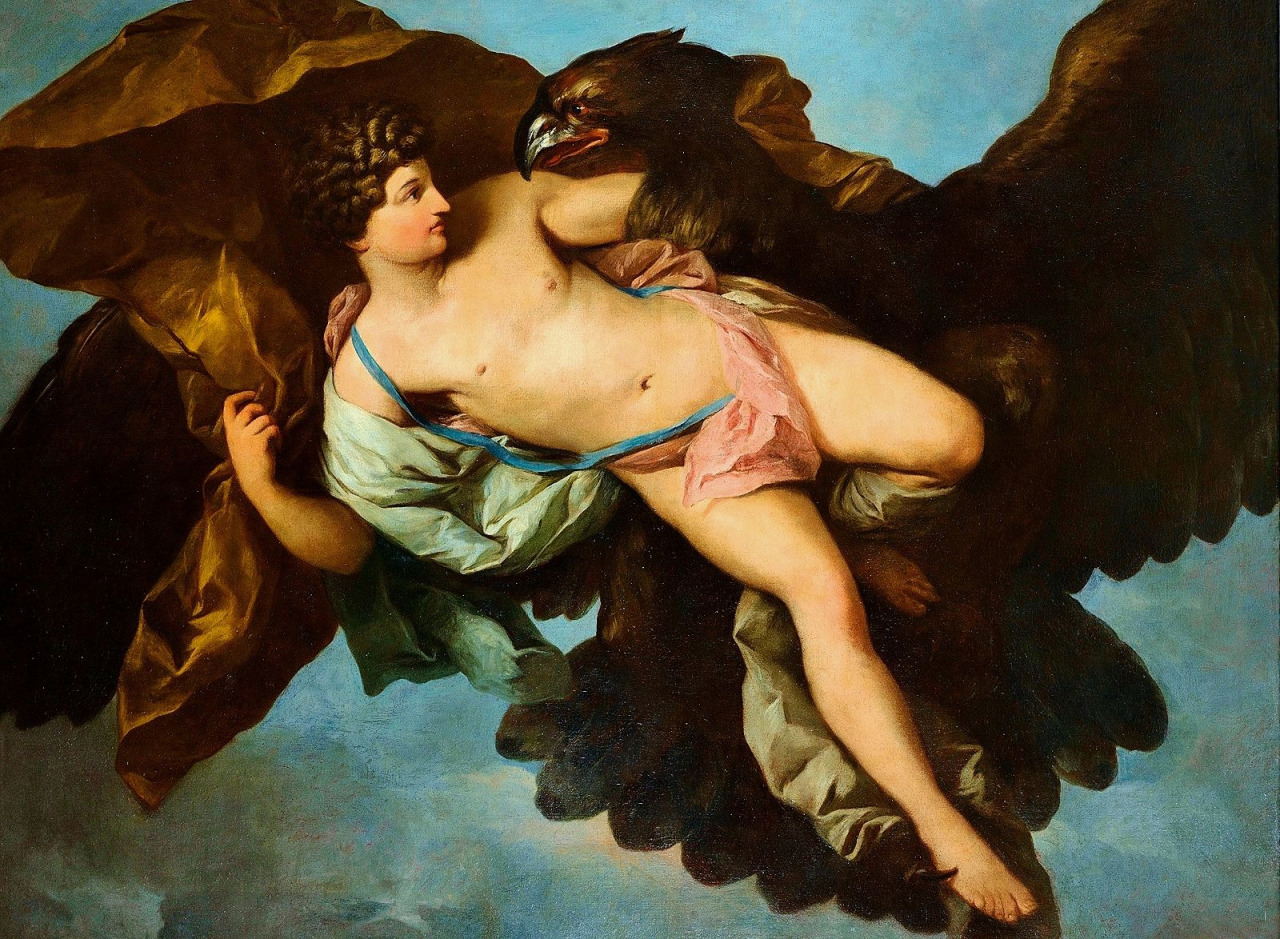
Зевс в образе орла и Ганимед. Частное собрание (?)
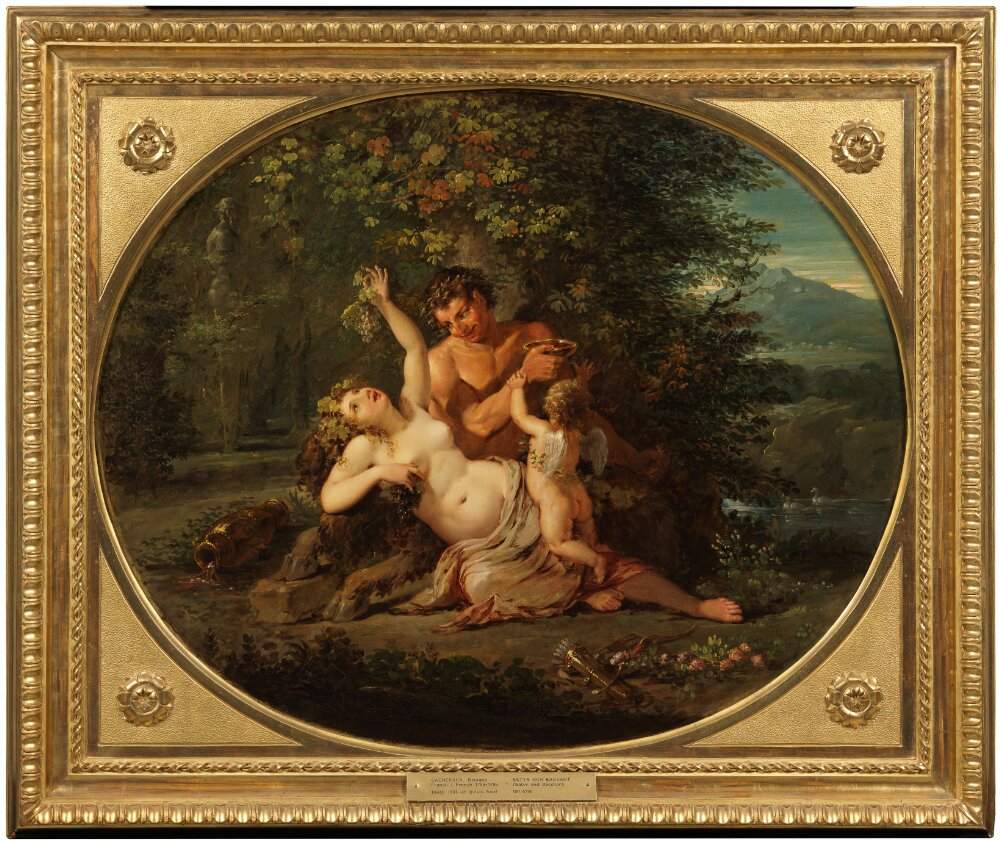
Сатир и вакханка. Национальный музей Швеции
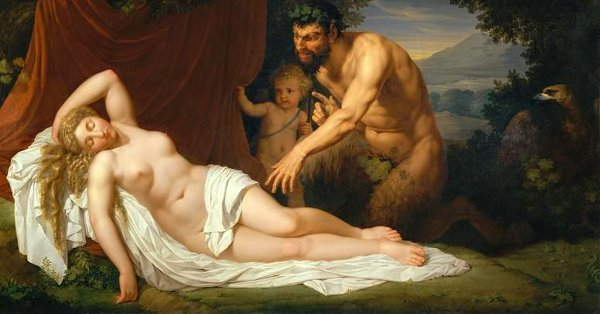
Зевс в облике сатира и Антиопа